# جزيرة كاي الصغرى

جزيرة كاي الصغرى (Kai Kecil) تقع وسط مجموعة جزر كاي

جزيرة كاي الصغرى هي جزء من مجموعة جزر كاي في جزر الملوك بإندونيسيا. مساحتها 399 كم². الجزيرة الرئيسية الأخرى في المجموعة هو جزيرة كاي الكبرى.
بلدة توال هي البلدة الرئيسية في الجزيرة.

## طالع أيضًا
- جزر إندونيسيا.
- دولة جزرية.
- جزيرة.
- أرخبيل.